# Table de réunion de Vladimir Poutine

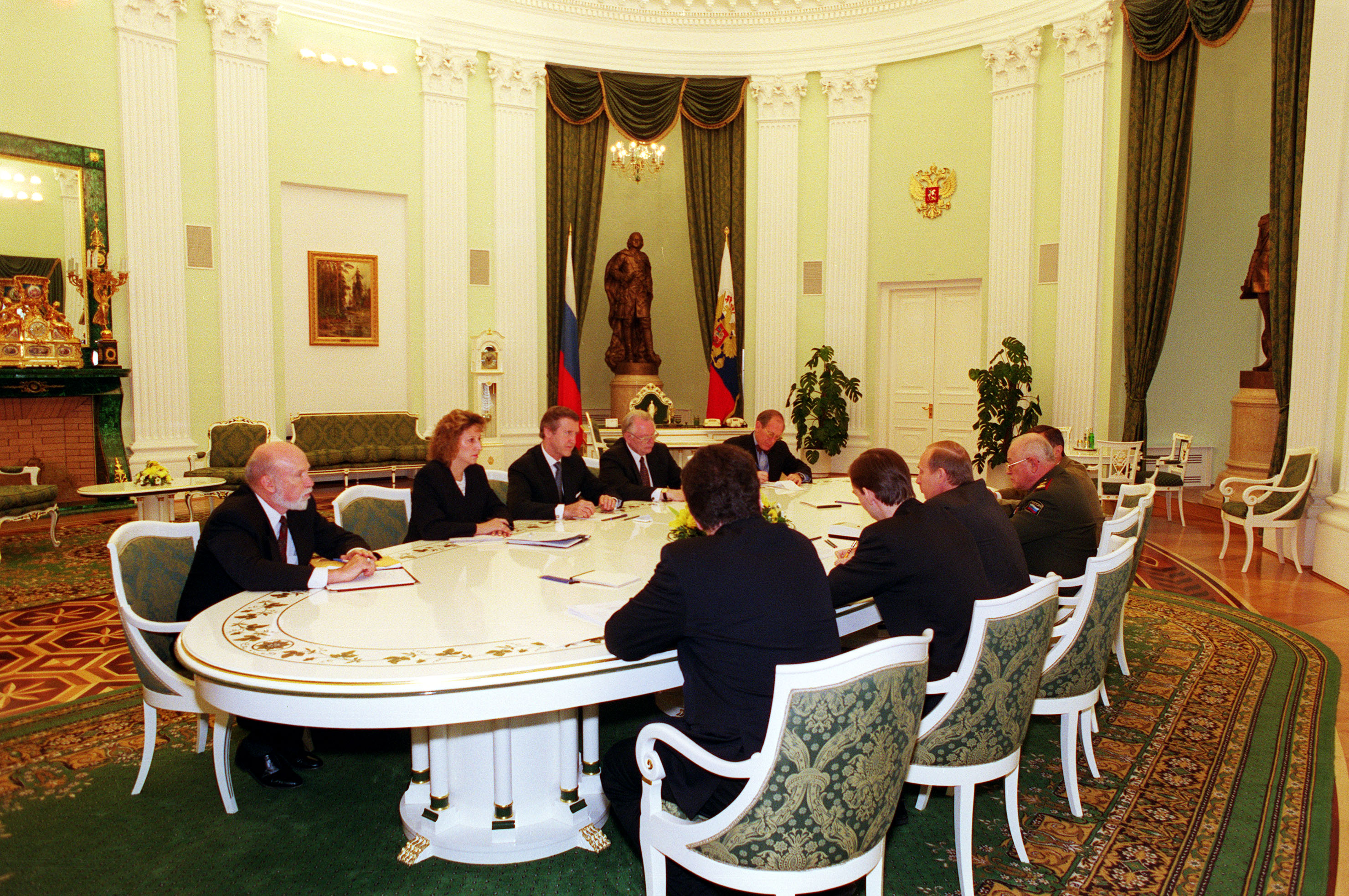
Table utilisée par le président Poutine en 2000.

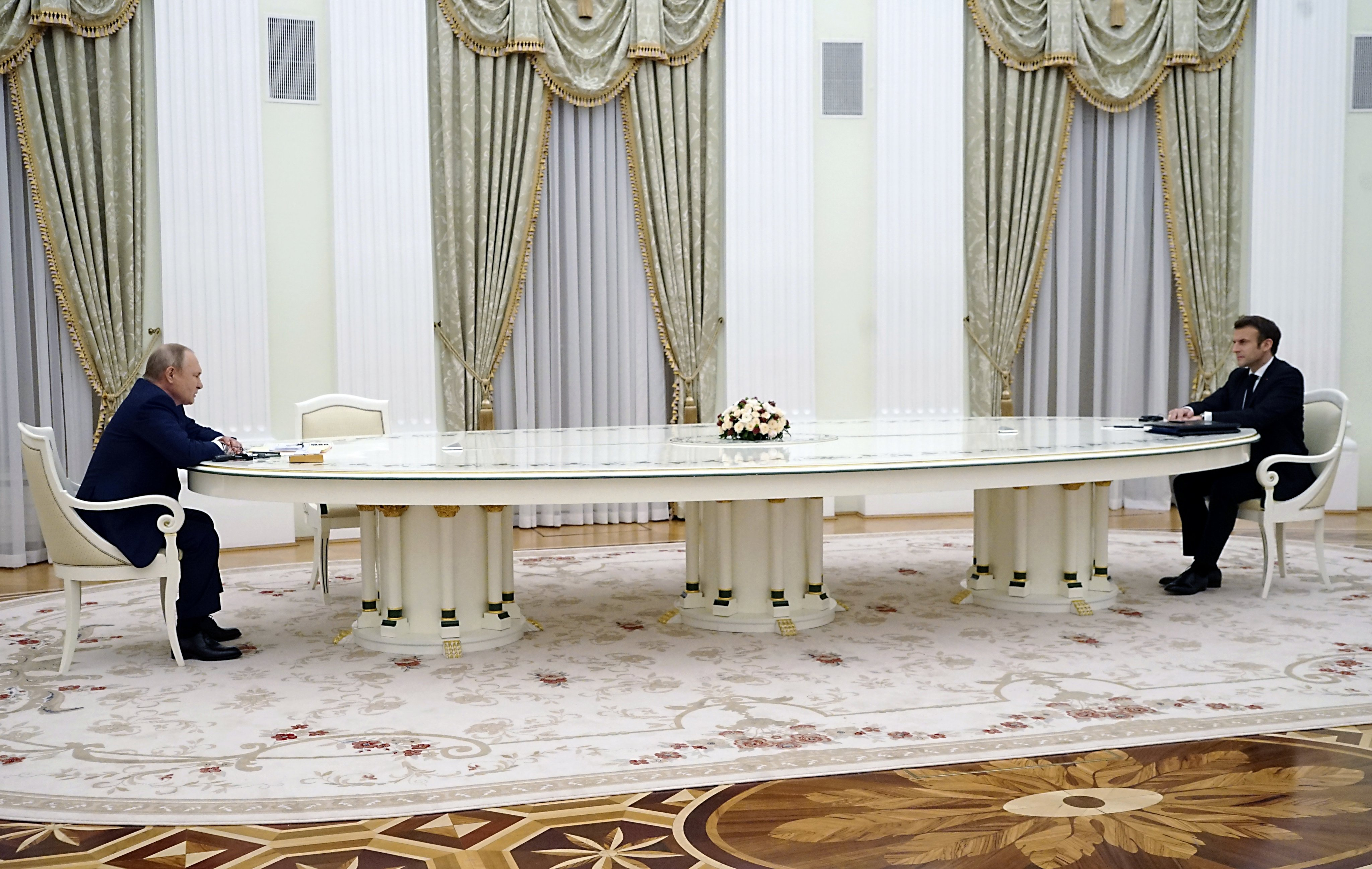
La table séparant le président russe Poutine et le président français Emmanuel Macron en 2022.

La table de réunion de Vladimir Poutine est une longue table ovale en hêtre à plateau blanc, installée au Kremlin à la fin des années 1990, sous la présidence de Boris Eltsine. Il est rapporté que la table mesure 6 mètres de long, qu'elle est faite d'une seule feuille de bois de hêtre et soutenue par trois supports en bois évidés. Elle est laquée blanc et plaquée or sur le côté.
OAK Furniture, une entreprise de Cantù, en Italie, affirme avoir fabriqué la table, dans le cadre d'un accord de fourniture de pièces du Kremlin entre 1995 et 1997. OAK produit une image de la table dans un livre publié en 1999. Cependant, un ébéniste espagnol à la retraite dit avoir fabriqué la table vers 2005.

## Histoire
En 2022, le président russe Vladimir Poutine utilise la table lors de réunions avec des dirigeants mondiaux, entre autres Emmanuel Macron, Olaf Scholz et António Guterres,,. Poutine est photographié assis à une extrémité d'une très longue table de réunion blanche, avec les autres participants assis loin de lui à l'autre extrémité. Poutine est aussi photographié assistant à des réunions à distance similaires avec ses propres responsables à d'autres longues tables. Lors de l'invasion de l'Ukraine par la Russie de 2022, la table est devenue le sujet de nombreux mèmes Internet.
Il a été spéculé que Poutine choisit d'utiliser la longue table, soit pour tenter d'intimider et de projeter une image de pouvoir, soit par peur de contracter le COVID-19,,. Poutine est photographié assistant à des réunions à proximité avec le dirigeant chinois Xi Jinping au cours de la même période.